# Leptopelis susanae
Leptopelis susanae är en groddjursart som beskrevs av Malcolm Largen 1977. Leptopelis susanae ingår i släktet Leptopelis och familjen Arthroleptidae. IUCN kategoriserar arten globalt som starkt hotad. Inga underarter finns listade i Catalogue of Life.